# Big Bill
Big Bill of voluit Big Bill Krakkebaas (geboortenaam Armand Hombroeckx, Leuven, 24 september 1950) is een Belgisch bluesmuzikant.

## Biografie
Rond 1973 vormde Big Bill een eigen bluesgroep met wisselende samenstelling, die vooral in cafés optrad. Onder anderen Jean-Marie Aerts en Jean Blaute maakten er deel van uit. Hun bekendste hits waren Ene me hesp (een cover van Chuck Berrys No Particular Place To Go) en Stoase Blues.
Rond 1978 bracht hij ook enkele nummers in ska-stijl, zoals Sit on it en Tes ka.
Big Bill treedt nog steeds bij gelegenheid op en is vaak te vinden in cafés te Leuven.
In februari 2013 kwam Big Bill na meer dan 25 jaar met iets nieuws op de proppen: de single Schonen dag.

## Discografie
- Big Bill (1974) (Parsifal)
- Sit on it (1978)
- Allee live (1995)
- The original Ene mee hesp (1995)
- Last call (2023)